# Nannowithius pakistanicus
Nannowithius pakistanicus (Beier, 1978), es una especie de arácnido del orden Pseudoscorpionida de la familia Withiidae. La especie esta asociada a nidos de hormigas (Messor sp).

## Distribución geográfica
Se encuentra en Pakistán.